# Чеботаев, Сергей Евгеньевич
Серге́й Евге́ньевич Чебота́ев (укр. Сергій Євгенович Чеботаєв; род. 7 марта 1988, Запорожье) — украинский футболист, защитник

## Биография
Родился в Запорожье. В футбол начинал играть в детской школе «Динамо» (Запорожье). Первым тренером Сергея был его отец Евгений Иванович Чеботаев, выступавший во второй союзной лиге в составе местного «Торпедо». Далее занимался в Академии донецкого «Шахтёра», из которой выпустился в 2005 году. Первой профессиональной командой Чеботаева была луцкая «Волынь», за которую футболист сыграл 8 матчей в первой лиге в 2007 году. Далее футболист 4,5 года провёл в алчевской «Стали».
Зимой 2013 году футболист, желавший испытать себя в клубе Премьер-лиги, поехал на просмотр в «Ворсклу». Тем не менее контракт с ним подписан не был, и в срочном порядке Чеботаеву необходимо было искать новый клуб. Полузащитник перешёл в «Гелиос», который возглавлял знавший его по Запорожью Анатолий Чанцев. Сыграв несколько матчей в Харькове, футболист получил травму голеностопа, и после отставки Чанцева понял, что в «Гелиосе» на него не рассчитывают. После того, как был разорван контракт с харьковской командой, агент предложил футболисту попробовать свои силы в ФК «Полтава». В полтавский клуб Чеботаева пригласил Анатолий Бессмертный, но буквально перед трансфером игрока клуб возглавил Илья Близнюк. Несмотря на смену тренера, Чеботаев отыграл в Полтаве весь сезон.
Летом 2014 года перешёл в «Горняк-Спорт» (Комсомольск), с которым занял третье место в первой лиге. После окончания сезона агент футболиста предложил его кандидатуру тренеру победителя первой лиги «Александрии» Владимиру Шарану, готовившему команду к старту в высшем дивизионе. Получив предложение приехать на просмотр, Чеботаев его принял, после чего заключил контракт с александрийцами. 26 июля 2015 года в домашнем матче против запорожского «Металлурга» дебютировал в украинской Премьер-лиге.
В июне 2018 года перешёл в Днепр-1, с которым подписал контракт сроком на один год.
С февраля 2020 года выступает за команду «Слуцк».

## Достижения
- Серебряный призёр Первой лиги Украины: 2012/13
- Бронзовый призёр Первой лиги Украины (3): 2009/10, 2010/11, 2014/15